# French 75
French 75 er en cocktail bestående af sukkersirup, gin, champagne, citronsaft og isterninger serveret i et champagneglas. Navnet refererer til en fransk 75 mm feltkanon og kan dateres tilbage til 1. verdenskrig, hvor franske og amerikanske piloter drak den efter at have været i luftkamp. 
Drikken blev opfundet på Harry's New York Bar i Paris i 1915 af Harry MacElhone, som udgav opskriften i Harry's ABC of Mixing Cocktails, 1922-udgaven, dog under navnet 75 og med ingredienserne calvados, gin, grenadine og absint, senere samme år udkom den i Robert Vermeires Cocktails: How to Mix Them, dog var der her tilføjet citronsaft. I 1927 blev den nuværende opskrift udgivet under navnet French 75 i  Here's How! af Judge Jr. 